# История Ингушетии
История Ингушетии (ингуш. Гӏалгӏайчен тархьар, Гӏалгӏай тархьар)

## Доисторический период

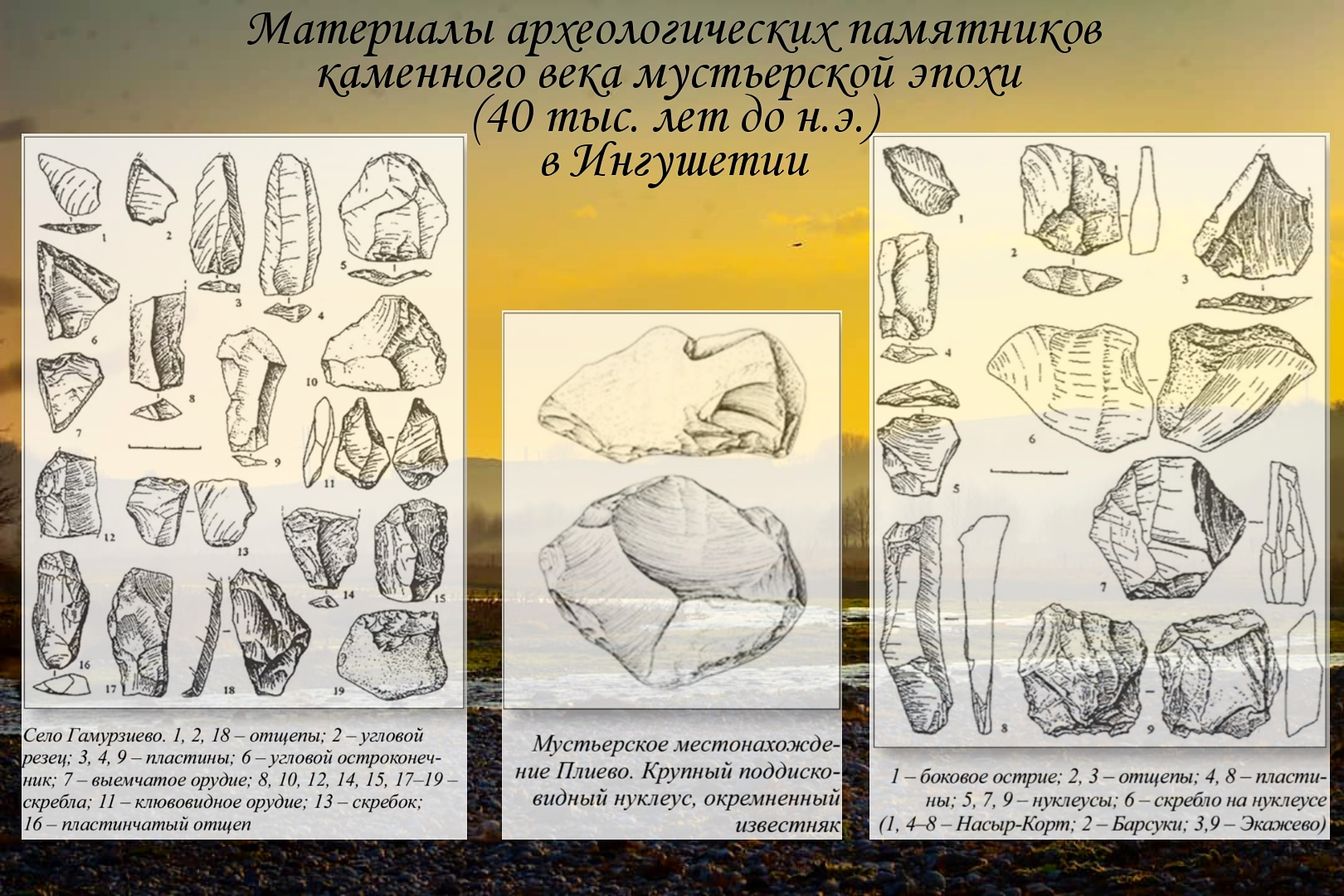

Территория Ингушетии была заселена человеком с глубокой древности. Так, в настоящее время мустьерская эпоха здесь представлена группой памятников, расположенных в равнинной части вдоль берегов рек Назранка и Сунжа. Впервые эти памятники палеолита такого рода были открыты в 1961 году В. П. Любиным в окрестностях селений Насыр-Корт и Гамурзиево. Материалы памятника относятся к периоду около 40 тыс. лет до н. э. Было установлено, что орудия обнаруженные в Гамурзиево изготавливались из местных пород, и, что в этой местности в эпоху мустье существовала небольшая мастерская по обработке камня. В дальнейшем памятники мустьерской эпохи в Ингушетии были выявлены окрестностях селений Барсуки, Насыр-Корт, Экажево, Плиево. В Гамурзиево было найдено около 30 каменных мустьерских изделий преимущественно из андезита. Кремнёвые орудия эпохи верхнего палеолита обнаружены в Экажево.
У села Мужичи (бывшее Луговое) в Ассиновском ущелье на левом берегу реки Ассы найдены могильник и поселение эпохи энеолита.
Начиная с середины 4-го и на протяжении всего 3-го тысячелетия до н. э. на территории Северного Кавказа получают распространение археологические культуры раннебронзового века: майкопская и куро-аракская. Современная Ингушетия находится в полосе пересечения майкопской и куро-аракской археологических культур, часть найденных на её территории памятников раннебронзового века имеют характерный синкретический облик. Одним из наиболее изученных и известных памятников такого типа является Луговое поселение (Мужичи) в Ассинском ущелье горной Ингушетии. Здесь обнаружены элементы как майкопской, так и куро-аракской культур. К последнему периоду существования майкопской культуры (конец 3 тыс. до н. э. — начало 2 тыс. до н. э.) относятся несколько курганов на территории Ингушетии: курган Аби-Гу на восточной окраине Насыр-Кортского АО г. Назрань, курган на городище Мурад-Боарз в Али-Юрте, Альтиевский курган на северо-западной окраине Альтиевского АО Назрани и некоторые другие.
Во 2-м тыс. до н. э. на Северном Кавказе получает распространение целый ряд родственных археологических культур эпохи средней бронзы, развившихся на основе культур раннебронзового века и получивших в науке общее наименование «северо-кавказская культурно-историческая общность». На территории Ингушетии эпоха средней бронзы представлена рядом памятников, изученных почти во всех её физико-географических зонах. Сюда входят как случайные одиночные находки, так и погребальные и бытовые памятники данного времени.

## Кобанская культура
На основе культур северо-кавказской культурно-исторической общности сложилась древняя культура северокавказских автохтонов — «кобанская», хронологические рамки которой принято определять XII—IV вв. до н. э. Между тем отдельные памятники датированы и более ранним периодом. В то же время развитие кобанской культуры на Центральном Кавказе продолжалось вплоть до раннего Средневековья. Антропологически носители кобанской культуры являлись представителями кавкасионского типа и по мнению ряда исследователей являлись нахоязычными.
Именно с племенами кобанской культуры принято увязывать этногенез протоингушских этнических групп. В письменных грузинских источниках, описывающих события этого периода предки ингушей (племена кобанской культуры) известны под этнонимом «кавкасионы» и «дурдзуки» (дзурдзуки), в античных источниках — под именем «махли»/«махалы», «махелоны».
Поселения кобанцев располагались на предгорных естественно укреплённых возвышенностях или по долинам рек на высоких плато и на отдельно стоящих возвышенностях. В верховьях реки Ассы на территории современной горной Ингушетии известны остатки кобанских циклопических крепостей, относящиеся к концу II — началу I тыс. до н. э. (Дошхакле, Эгикал, Хамхи, Карт).
Кобанские племена находились на стадии развития военной демократии. В жизни общества приобрели огромный вес и выдвинулись на главную роль вожди военных дружин. Частые военные столкновения со степняками способствовали развитию военного дела и вооружения. Эта эпоха характерна производством в больших масштабах разнообразного, отличной выделки оружия.

### Нартский эпос
Именно к периоду расцвета кобанской археологической культуры на Центральном Кавказе учёными относится время зарождения легендарного Нартского эпоса — высшего достижения духовной культуры народов Кавказа. О сугубо кавказском происхождении нартского эпоса пишет и известный учёный Крупнов Е.И. Лишь позже, через кавказский субстрат нартские сказания проникли в эпосы карачаевцев, балкарцев и осетин. Так, по мнению Абаева В. И. многие образы героев осетинского нартского эпоса проникли в осетинскую среду из очень древнего кавказского субстрата.
Нартские эпические сказания имеются у большинства народов Кавказа — от Дагестана до Сванетии и Абхазии, что также является бесспорным доказательством кавказского происхождения нартского эпоса. Историчность нартского эпоса признаётся многими учёными. В эпосе о нартах отражена история кавказских племён, населявших северные склоны Кавказского хребта. В нём отражены реальные имевшие место исторические события в жизни носителей кобанской, колхидской и прикубанской культур. Однако при этом не следует отрицать и некоторые вкрапления в эпос со стороны степи. Но последнее, скорее, является более поздним явлением, связанным в основном с последствиями гуннского, монгольского нашествий.
В нартском эпосе очень мощно представлена металлургия — то, чем как раз и характерен Кавказ ещё с эпохи бронзы. В сюжетах сказаний постоянно упоминаются бронзовые, медные, железные предметы, а также и золотые изделия. Наиболее многочисленны предметы вооружения. О традиционном отношении к оружию у горцев Северного Кавказа можно судить по сюжетам нартского эпоса. Нарсткие богатыри предстают оснащёнными полным набором вооружения, куда входят лук и стрелы, которыми они пользуются в совершенстве. Но, однако, истинным удальством и геройством отличаются у нартов те, кто показывает своё умение использовать в битве меч и копьё. Использование мечей и копий является характерной чертой кобанских племён, что чётко фиксируется в погребениях всех вариантов кобанской культуры. Последняя, как известно, многими авторами связывается с племенами нахской этнической номенклатуры.
Многочисленные кобанские древности, связанные с самым совершенным вооружением фиксируются и на территории Ингушетии. К таковым следует отнести погребения крупнейшего на Северном Кавказе могильника VII—V вв. до н. э. — Лугового, расположенного у селения Мужичи в Ассинском ущелье горной Ингушетии. По материалам данного могильника исследователями мужские погребения отличаются богатством железного оружия. При раскопках этого древнекобанского кладбища обнаружены 29 наконечников копий (иногда со свёрнутым концом), столько же боевых серповидных ножей, шесть топоров-секир, железные топоры-клевцы, шесть кинжалов, наконечники стрел и т.д. Причём из 97 погребений, раскопанных исследователями (в частности Мунчаевым Р. М.), 32 были определены как мужские, включая как молодых, так и старых индивидуумов. То есть в 29 из 32 мужских погребений было найдено разнообразное вооружение. Так, практически все погребённые мужчины Лугового могильника являлись воинами, включая как молодых, так и старых. Кроме того, учитывая факт фиксации в погребениях данного некрополя псалий (восьмивидные и коленчатые), удил и другого инвентаря конского убранства, учёные говорят о нём как о точной калькой тех же самых героических нартов.
Подобная картина с богатством вооружения погребённых наблюдается и в Нестеровском могильнике VI—V вв. до н. э., находящемся в том же Ассинском ущелье Ингушетии. Оба могильника, как известно, однозначно интерпретированы специалистами как сугубо кобанские памятники.

### Дзурдзукетия

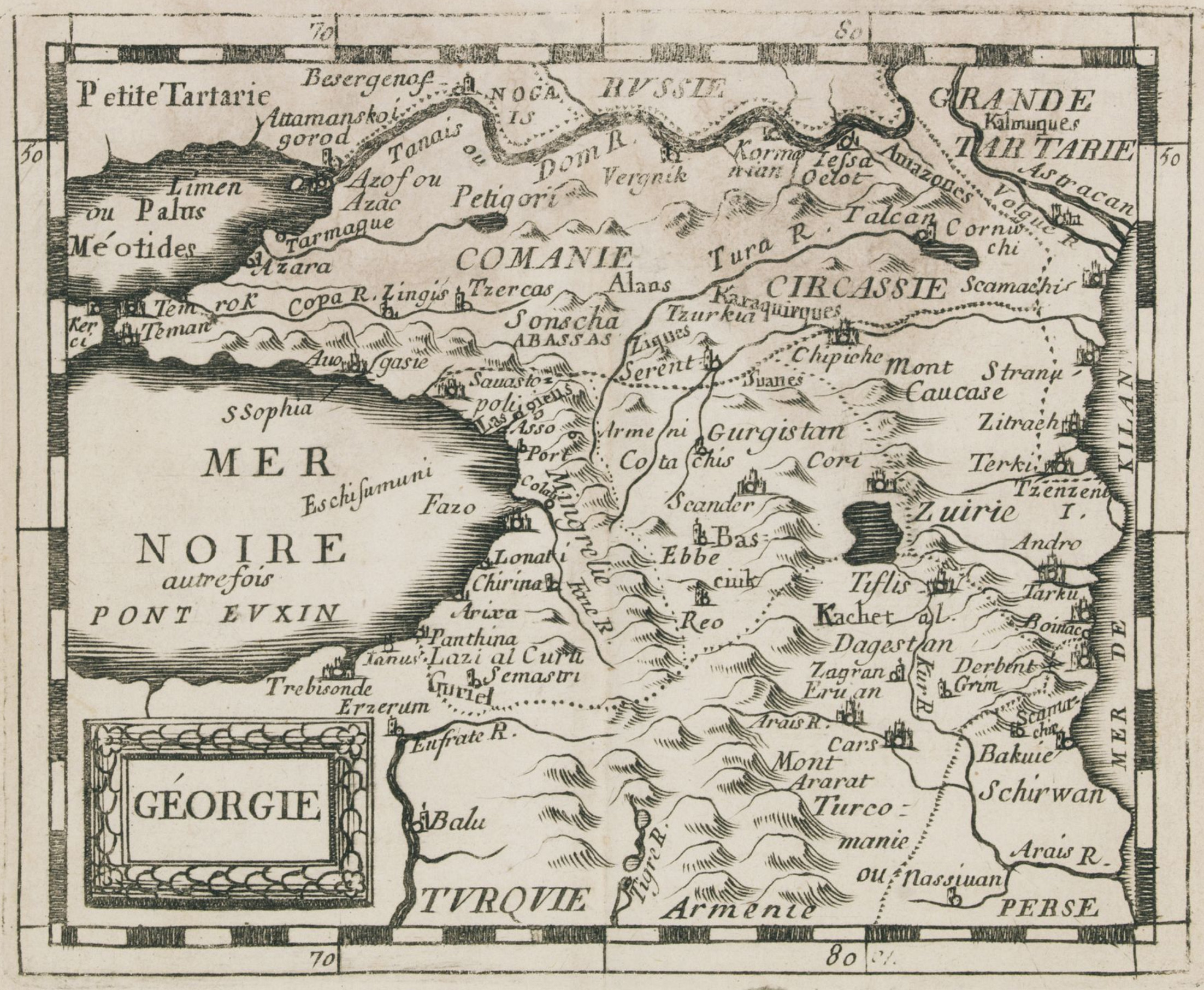
Карта Кавказа, 1676 год. Дзурдзукия на французском отмечена как «Zuirie»

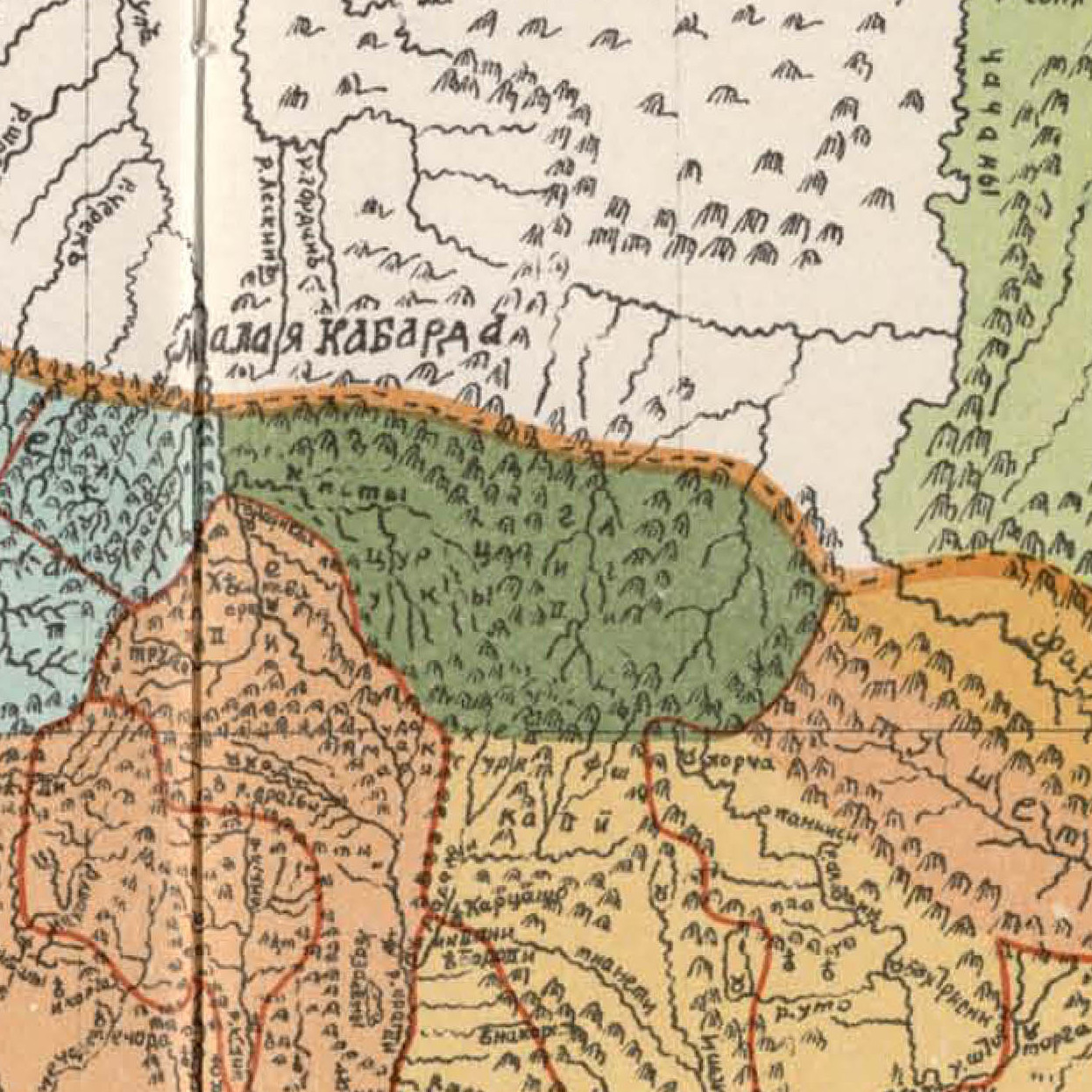
Дзурдзуки на карте Вахушти Багратиони. 1745 год.

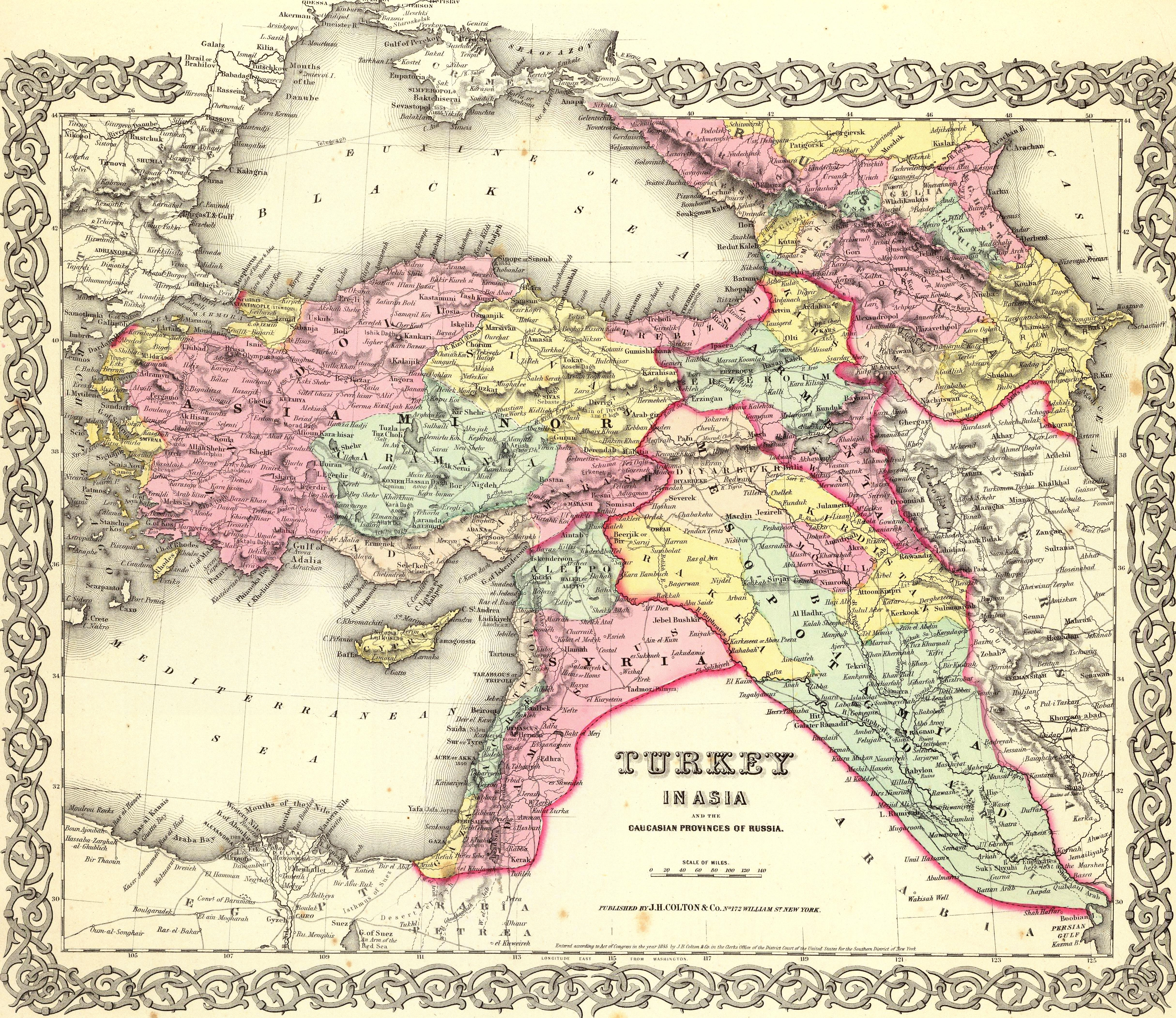
Карта, составленная американским картографом Джозефом Колтоном (Colton, G. W.) в 1855 году. Территория Ингушетии и Чечни отмечена как «Gelia». На карте показаны Владикавказ, Назрань, а также крепость Грозная

Во второй половине I тыс. до н. э. кобанские племена создали крупное политическое объединение племён, известное по античным источникам под названием Малх (Махли, Махелония), по грузинским источникам — под названием Дзурдзукети, которое занимало территорию от Приэльбрусья и реки Малки на западе до подножия Андийского хребта и междуречья Сунжи и Аргуна на востоке. На востоке это государственное образование граничило с Кавказской Албанией. «По надписи III в. персидского царя Шапура I на Кааба-и-Зардушт Кавказская Албания упоминается рядом с Махелонией…находящаяся по обе стороны Главного Кавказского хребта рядом с тушинами». На севере Малх включало территорию Ставропольской возвышенности, на юге — высокогорную часть современной Грузии.
Контролируя главный кавказский проход — Дарьяльское ущелье — и держа под постоянной опасностью вооружённого вторжения закавказские страны, в первую очередь Картли, нахский (древнеингушский) союз племён представлял грозную силу для того времени. Вероятно, именно этим следует объяснять политическое влияние предков ингушей (дурдзуков) на Картли, имевшее место на заре её государственности (III в. до н. э.).
По сведениям Леонтия Мровели первый царь Грузии Фарнаваз (Парнаваз) был женат на женщине «из племени дзурдзуков, потомков Кавкаса». С помощью дзурдзуков, овсов и леков он одолел ставленника Александра Великого Азона и основал грузинское государство. Л. Мровели также сообщает, что сын Фарнаваза Саурмаг (ингуш. «сармак» — «дракон»), взошедший на грузинский престол после смерти отца, узнав о том. что его хотели убить грузинские эриставы, вместе с матерью укрылся у своих дядей по матери в Дзурдзукети.
По данным античного писателя Лукиана известно имя одного из правителей политического объединения древних кобанцев — Адирмах, которое абхазский исследователь Гумба Г. Д. с помощью ингушского языка этимологизирует как «обладатель мощи солнца» (ингуш. «а дар малх»).
В начале II в. до н. э. в результате военного вторжения на Северный Кавказ селевкидского царя Антиоха III, которого поддерживали находившиеся непродолжительное время под его властью закавказские государства (Картли, Албания и Армения), политический союз кобанских племён был разгромлен. В результате распада политического объединения кобанских племён в источниках перестают употреблять общекобанские наименования и в дальнейшем — в I в. до н. э. — I в. н. э. потомки кобанцев известны в источниках под названиями отдельных родоплеменных или этнотерриториальных групп — «хамекиты», «сьербы», «двалы», «троглодиты», «санары/цанары», «хоны», «масах/машах», «исадикы», «гаргареи» и «гелы».

### Первые свидетельства об ингушах
Упоминаемый древнегреческим географом Страбоном в своей «Географии» (I век н. э.) этноним «гаргареи» («гаргары») — северокавказский народ, живущий рядом с амазонками, некоторые авторы, связывая его с ингушским термином «гаргара» («родственный»/«близкий»), отождествляют с ингушами («галгаями»). Другой этноним, упомянутый Страбоном — «гелы» («гелай»), рядом учёных так же отождествляется с ингушами (галгаями).
В грузинских источниках самоназвание ингушей «галгаи» в форме «глигви» упоминается как этноним, существовавший ещё при царствовании Мириана I (Мирван, მირიანი; II век до н. э.), а также правителя Кахетии Квирике III то есть в XI в.
Грузинские источники в отношении вайнахов (чеченцев и ингушей) до позднего Средневековья продолжают использовать наименования «дурдзуки/дзурдзуки», «кисты» и «глигвы». Вахушти Багратиони писал что страна Дзурдзукети (Дурдзукети) состоит из Кисти, Дзурдзуки и Глигви, из которых последние расположены восточнее, то есть севернее Тушетии.
В русских источниках ингуши впервые становятся известными в конце XVI в. в форме «калканцы»/«колканцы», «калки»/«колки», «калканские люди». Упоминание этого этнонима встречается в статейных списках русских посольств в Восточную Грузию (Кахетию), подробно описывающих как сам путь следования, так и происшествия, случавшиеся по дороге.

## Алания

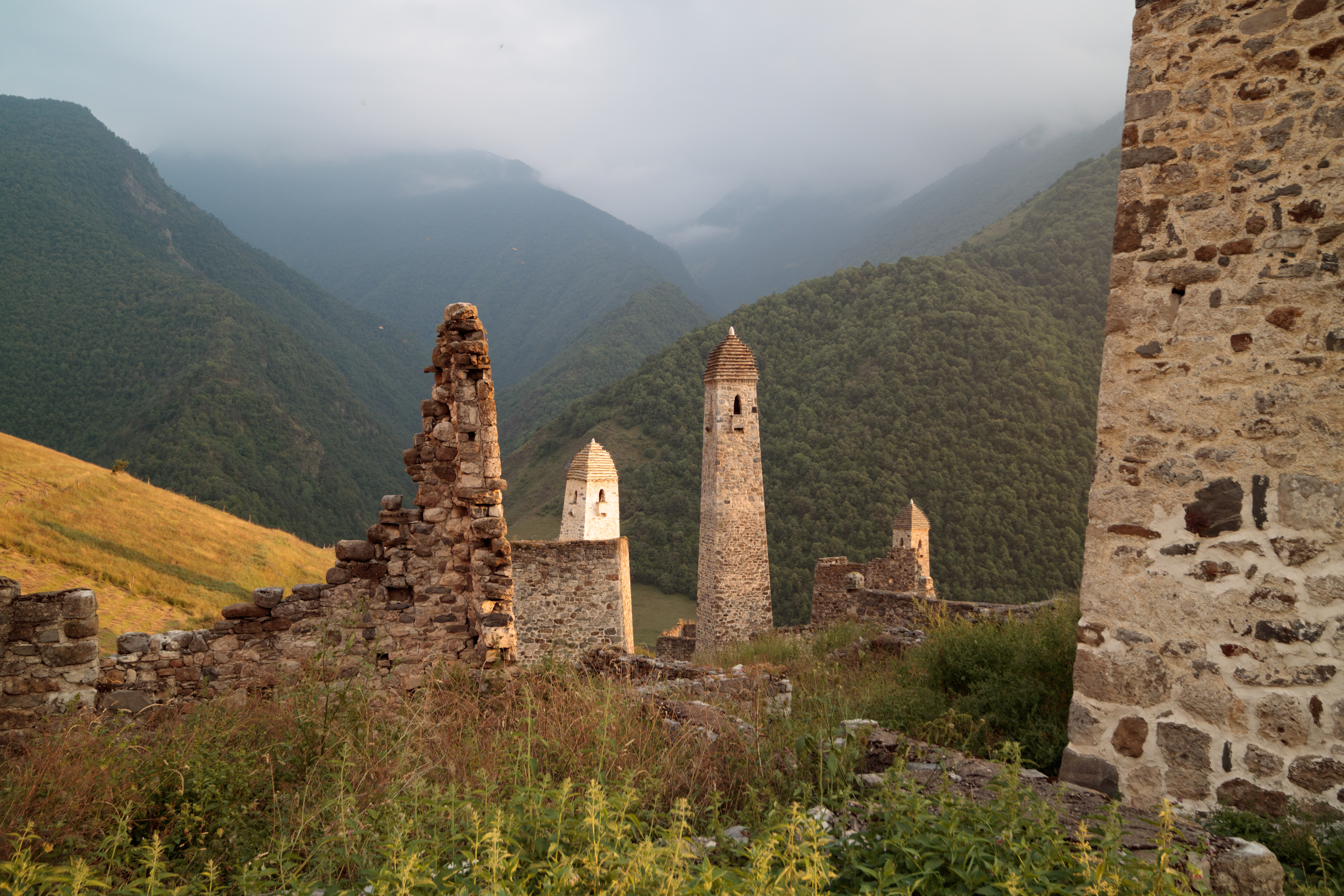
Боевые башни аула Эрзи

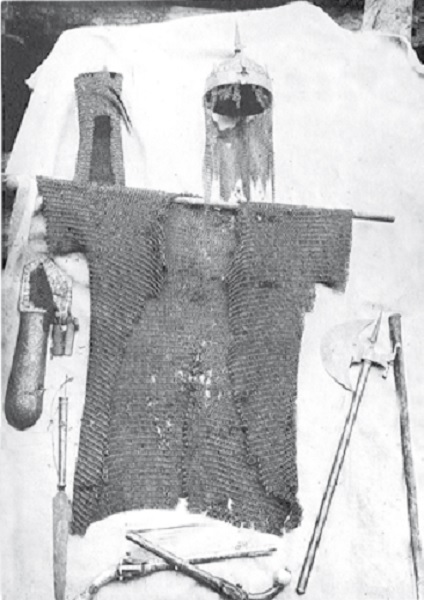
Вооружение средневекового ингушского воина. Найдено в склепе селения Озиг. Фото 1921 г.

С первых веков нашей эры в письменных источниках появляется этноним «аланы», с которыми в том числе тесно связана история ингушей и Ингушетии. А в период раннего Средневековья на Северном Кавказе сложилось Аланское государство. Могильник «Экажевские 1-е курганы» на южной и юго-западной окраинах села Экажево датируется концом III-началом IV века.
В VII—VIII веках происходят арабо-хазарские войны, в которых принимали участие аланы. К этому периоду относится «Орёл Сулеймана» ― бронзовая фигура орла из башенного поселения Эрзи в Кистинском ущелье горной Ингушетии. Вероятно, она попала сюда в виде военного трофея. Орёл служил гербом аула Арзи/Эрзи (с ингуш. «Орёл») и передавался из рода в род старшему члену семьи. На сегодня данная фигура орла является древнейшим точно датированным бронзовым изделием исламского искусства.

### Магас
Столицей Алании был город Магас. Впервые упоминается в работе арабского автора Масуди в 943 году. Яндаре, Гази-Юрт, Экажево, Али-Юрт и Сурхахи — тут расположены многочисленные памятники аланского времени, в том числе целый ряд аланских городищ. Исследователями отмечено, что многие городища здесь расположены группами или «гнёздами» в пределах видимости. В некоторых из этих групп выделяется, как правило, своими большими размерами, укреплённостью и сложностью планировки одно из центральных городищ, к которому тяготеют менее значительные. «Гнездовое» расположение городищ связывается с сильными родоплеменными пережитками в соответствующем обществе. По мнению В. Б. Виноградова, данный район группы памятников — один из крупнейших на Северном Кавказе.
Наименование топонима «Магас» этимологизируется с помощью ингушского языка. В слове «Магас» слог «ма» означает «солнце», а слог «га»/«го» означает «круг, диск». «Мага»/«маго», таким образом, означает «круг солнца, диск солнца». Буква «с» в конце слова — ингушский топоформант, возникший из слова «са» — «земля, место». Таким образом, «Магас» означает «земля, место солнца», а если это название города — «город солнца». Предки ингушей поклонялись солнцу с древнейших времён до принятия ислама и, по выводам абхазского исследователя Г. Д. Гумбы, оставили на Северном Кавказе ряд «таких топонимических образований на „малх“ — река Малка (Малха), местности Малка, Малкана (Малк-ан), Малхар, Малгобек (Малк-/о/бек) в Северной Осетии; Малгобек, река Малка, область Малхиста (Малх-иста) в Чечено-Ингушетии». К этому же ряду топонимов, происходящих от названия солнца, можно отнести и топонимы «Магас» и «Маго-Ерд» — храм в местности Магате в горах Ингушетии. В топонимах «Магас» и «Магате» присутствует один и тот же корень «мага» (суффиксы «с» и «те» являются топоформантами). Название «Магате» также тождественно одному из вариантов названия Магаса в древних хрониках — Мегет. Таким образом, топоним «Магас» (в ином варианте) присутствует и на территории горной Ингушетии. В ингушской легенде «Сеска Солса» упоминается местность Мацагате. Согласно этой легенде, Сеска Солса является правителем страны галгаев, военным вождём, имеет свою военную дружину, сам является галгаем и живёт в Мацагате. Возможно, что под этой местностью имеется в виду город Магас, являвшийся местом пребывания правителей Алании.
В 580 году по хиджре (1184 год), войско газиев Чупана ибн Султан-Али-бека, состоящее из кайтагов, аварцев, чеченцев и в особенности лакцев, преследовали Андуника Хунзахского, находящегося в то время в чеченских владениях, Шубут, Аргун, Варанд, после оказались в Тушетии. У горы Сули-лам, где стоит крепость, их прогнали. Газии не смогли пройти ту крепость и мост, так был разрушен. Тогда они повернули обратно, и пришли в Варандо. Там стояли 2 дня, а все ушли к Мискндвкъ. Газии пошли за ними туда в сторону Зонаха. В Зонах стояла башня и газии не решились переходить на ту сторону, хотя воинов они имели больше. К этому моменту успели подойти чеченская подмога из Вашандара, Варанда… Те же, кто был из Вашандара, окружили Амир-Султана, и не дали газиям пройти к нему. У подножьях горы Мискдукъ произошли первые боестолкновения. Позже пришлось отступить к селу Варандо, где и произошла трехдневная битва, в которой войска газиев уже взяв несколько домов села, вдруг получили удар с засады в виде хевсуров и орстхойцев. Газии оказавшись в окружении, получили контратаку в виде вашандаройцы, после чего начали отступать шаг за шагом. Тогда из своих укрытий вышли остальные и всех перебили. Газии бежали, кого-то взяли в плен. Все те, чеченцы, тушинцы и прочие кто перешёл в Ислам, тут же отвернулись от него и присоединились к Нуцалу, который в благодарность чеченцам, дал им в личное владение селение Риквани.
Осенью 1238 года монголы во главе с Менгу начали военный поход на Аланию. Главным событием этого похода была осада и взятие ими Магаса. Согласно известиям Джувейни, Рашид-ад-Дина, «Юань ши» и другим, произошла ожесточённая борьба за него. Монголы долго осаждали аланскую столицу, по одним сведения осада длилась 1 месяц и 15 дней, по другим — 3 месяца. В итоге Магас был полностью разрушен. По сообщению Джувейни, завоеватели оставили от Магаса «только имя его и нашли там много добычи».

### Дедяков
Известен ещё один город в Алании — Дедяков. После погрома 1238—1239 гг., когда большая часть аланского населения ушла в горы, какая-то часть алан всё же продолжала проживать на плоскости под властью монголов. Об этом говорят данные русских летописей, повествующих об аланском городе «Дедяков», или «Дадаков». На основе ингушского языка название города может быть прочтено как «Город главы (вождя, царя)», также «Дада», или «Дедя», может являться и личным именем, такой вариант ещё более соответствует поздней ингушской традиции в наименовании населённых пунктов. Согласно некоторым исследователям ориентирам местонахождения Дедякова, приводящимся в русских летописях, более всего соответствуют местоположение крупного комплекса городищ в междуречье Сунжи и Назранки на территории Гамурзиевского и Насыр-Кортского административных округов Назрани.
В 1277 году жители Дедякова восстали против ордынского гнёта. Некоторые исследователи считают, что это было восстание не городское, а более крупной населённой области, центром которого был город Дедяков. Иначе трудно объяснить, почему в поход для подавления восстания выступил сам хан Менгу-Тимур со своим войском и призвал ещё русских князей: Андрея Городецкого, Глеба Ростовского с сыном и племянником, Фёдора Ярославского и других со своими дружинами. В итоге город был взят и полностью разрушен, а восстание подавлено. В результате монгольского завоевания было уничтожено Аланское государство.

## Средневековая Ингушетия

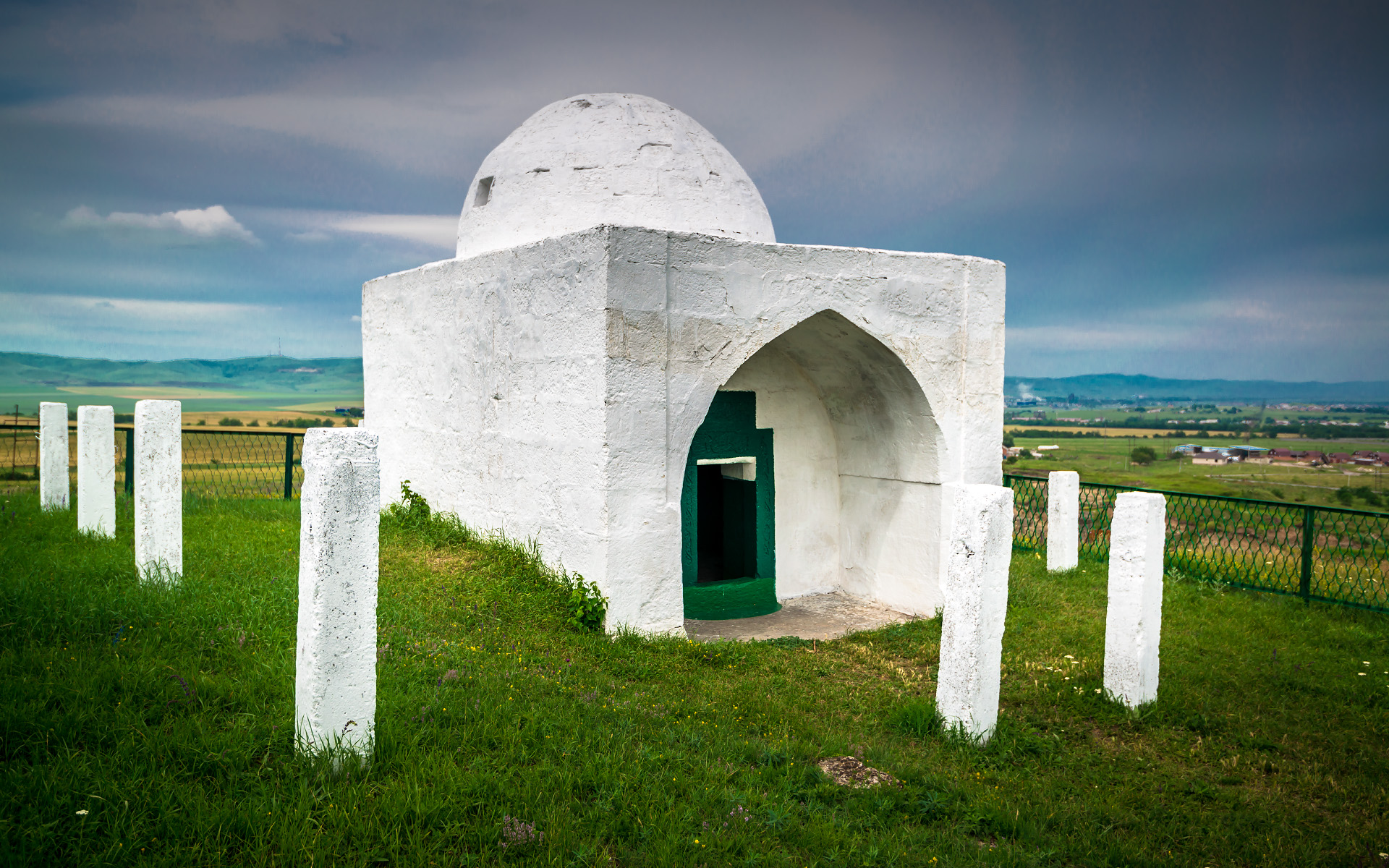
Мавзолей «Борга-Каш» в Ингушетии

В конце ХІV века (осенью 1395 года) Северный Кавказ подвергся опустошительному походу среднеазиатского завоевателя Тимура Хромого. При исследовании маршрутов походов Тимура против северокавказцев исследователи в основном опираются на две хроники — «Зафар-намэ» («Книга побед») Низам-ад-дина Шами, являвшегося современником и личным секретарём Тимура, и «Зафар-намэ» («Книга побед») Шереф-ад-дина Йезди, жившего в первой половине ХV в. Согласно ингушским исследователям именно на территории Ингушетии могла находится упоминаемая в указанных хрониках область «Буриберд», где правителем был Буракан, и против которого Тимур совершил один из своих походов на алан (в текстах хроник — «эльбурзцы»). Так, данная область отождествляется с районом современных ингушских селений Троицкая-Яндаре-Плиево-Барсуки-Гази-Юрт. Название «Буриберд» (ингуш. «бурой берд» — «берег крепостей») могло возникнуть применительно к высокому обрывистому правому берегу р. Сунжи, которая протекает через указанные селения. Выше этого берега проходит возвышенность, на которой расположены многочисленные аланские городища (ингуш. «бур-борз» — «крепостные курганы»). Этот берег тянется на протяжении нескольких десятков километров. Во многих местах имеются искусственные рвы. Видимо, в древности этот берег представлял собой сильно укреплённый оборонительный рубеж. Наличие здесь же, на этой территории, мавзолея Борга-Каш (датируемого началом XV в.) свидетельствует о том, что здесь может быть похоронен правитель «БоргІа» (Борохан, Буракан).
Распад Алании и отток в горы её населения, закрепившегося к востоку и западу от Дарьяла путём строительства крепостей, послужили основой формирования новых этнотерриториальных общностей, что в свою очередь привело к образованию современных северокавказских народов. При этом, средневековая Алания являлась полиэтничным государственным образованием, а центральную часть северокавказской равнины, входившей в состав Алании, занимали ингушеязычные общности (племена). Как прямые наследники кобанской культуры, они составляли основной северокавказский элемент этого государственного образования. Логическим подтверждением этому является то обстоятельство, что проживавшее в центральной части Большого Кавказа, к западу, так же, как и к востоку, от Дарьяла население являлось ингушеязычным, что подтверждается элементами материальной культуры, сохранившимися на этой территории, и преданиями ингушей и осетин. Лишь начиная со второй половины XVI в. наблюдается постепенное продвижение ираноязычного (осетинского) элемента в район Газалте — территории, прилегающей с запада к Дарьялу, что являлось следствием миграционных процессов ингушеязычных общностей, проистекавших под давлением внешних факторов в восточном и северо-восточном направлениях.
Ингушетия являлась западным оплотом Хунзахского нуцальства, ибо ему в это время подчинялись и платили дань все народы начиная от вилаята Черкас и до города Шемахи. В тексте поэмы уже упомянутого Бадра-Ширвани, сказано: «табасаранцы всегда в составе Сарира — Авара». Дело здесь, видимо, в том, что после разгрома Кумуха в 1318/19 году и последующей мусульманизации Хунзаха Аварское государство при поддержке золотоордынских татар распространило свою власть на стратегически важные для последних населенные мусульманами территории, которые сверху, с гор, было контролировать гораздо легче, чем с равнины. О связях хунзахцев с Золотой Ордой на рубеже XIV—XV вв. говорят памятные записи из архива Султангази-гирея, доступные лишь в русском переложении XIX века. В одной из них сказано, что «в Орде» в 1399/400 году «находились Джай», что означает в переводе с чеченского «хунзахцы».
К концу ХIV — началу XV века. пределы Аварского нуцальства, согласно местному письменному источнику, были следующими. Это земли от реки Аварское койсу («река гидатлинцев») до вершин андийских гор, а также верховья реки Шаро-Аргун («киялал»), Андийского койсу («Ункратль») и «других горцев живущих вплоть до Галгая», то есть Ингушетии, причем упоминаются и шатойцы («шубут»). Указанный источник гласит: «Амиру хунзахцев (хунз) он отдал людей, живущих между рекой гидатлинцев (гьид) и горой андийцев (гіандал), тех киялальцев (киталал), которые обитают позади Шибутцев (ахл Шубут), Ункратль и горцев, живущих вплоть до Галгая (Гулга)». Согласно вышеприведенному источнику, раздел производился одним из завоевателей, имя которого не указано в источнике (возможно, Тимуром?). По источнику, амиру хунзахцев подчинялось население, проживавшее на территории между средним течением Аварское койсу и горной Ингушетией (в источнике Гъалгъа). Согласно М. Атаеву, «Завещание Андуник-нуцала» и «Компиляция Гебека» подтверждают вышеуказанные границы.
Миграционные процессы, связанные с переселением ингушей на плоскость (равнину), по-видимому начались довольно рано, уже вскоре после ухода Тимура с Северного Кавказа. Они, по всей вероятности, на самом раннем этапе носили характер отдельных военно-политических акций, предпринимаемых ингушами на равнинных землях с целью противодействия закреплению на них пришлых кочевых народов. Отдельные эпизоды, связанные с этим временем, сохранились в народной памяти. В одном из ингушских преданий, записанном в XIX веке этнографом Албастом Тутаевым, фигурируют представители Галгаевского общества горной Ингушетии, которые состоят в дружественных отношениях с главным героем предания — князем Бексултаном Борогановым и участвуют вместе с ним в ряде военных акций, действие которых происходит на равнине на берегах Терека и Сунжи. В имени князя, сохранившегося в ингушском предании, прослеживается связь с ранее упомянутым памятником мусульманского зодчества, являющимся «в архитектурном отношении единственным в своём роде на Северном Кавказе», мавзолеем Борга-Каш.
По одной из арабских надписей, находящейся над входом в усыпальницу и содержащей дату — 808 год Хиджры, постройка датируется 1405—1406 гг. По особенностям архитектуры она отнесена специалистами к маджарским мавзолеям золотоордынского типа. Однако Борга-Каш имеет ряд отличительных особенностей, которые сближают его со склепами Северного Кавказа, в частности, горной Ингушетии. Это такие отличительные черты, как использование в постройке камня вместо жжёного кирпича, что нехарактерно для золотоордынских мавзолеев. Наличие подземного склепа с полукруглым сводом, коллективный обряд захоронения, аркообразный портал и некоторые другие детали говорят о сходстве данного мавзолея со склепами с поминальными камерами. Эти особенности указывают на влияние местной архитектуры, проявляющейся «в появлении отдельных конструктивных деталей», указанных выше, и «использовании в качестве строительного материала камня», на архитектуру золотоордынских мавзолеев. Следовательно, ранний мусульманский памятник Северного Кавказа Борга-Каш можно рассматривать как исторический источник, свидетельствующий о тесной связи степного мира золотоордынского времени с северокавказской культурой, представленной в этой зоне предками ингушей, часть которых в этот период, на плоскости известна под именем «алан».
В народном предании о Бексултане Бороганове, имя которого очень схоже с именем, запечатлённым на погребальной надписи над входом в мавзолей Борга-Каш — «Бексултан сын Худайнада», эти связи также находят своё подтверждение. В предании Бексултан Бороганов и ингуши Галгаевского общества выступают союзниками («друзьями»), противостоящими кабардинцам и осетинам. Если абстрагироваться от бытовых и романтических деталей, вплетённых в сюжет предания, которое, несомненно, дополнялось новыми подробностями и видоизменялось в зависимости от конкретного исторического периода, стержневая основа его предельно ясно запечатлелась в народной памяти. Она выражена в диалоге между князем Бексултаном и ингушами. На вопрос князя, для чего они (ингуши-галгаевцы) собрались (в таком количестве) на равнине, а именно — у места впадения реки Нясыр (Назранки) в Сунжу — последние отвечают: «Эти земли принадлежат нам. Отсюда прямо идёт наша граница дальше того места, куда вы приезжали к нам в горы, и далее до границы Грузии. Мы собрались, потому что слышали, что кабардинцы хотят переселиться на наши земли. Поэтому мы ожидаем их. Наверное, им понравятся наши места. Какие они наивные, если без разрешения нашего будут переселяться на наши земли! Если только Бог пошлёт их сюда, мы им покажем, чьи эти земли».
В. Ф. Тотоев, со ссылкой на Умалата Лаудаева, пишет, что «земельный голод, межтейповые столкновения и развивающиеся внутритейповые противоречия вели к расселению родственных групп и составляющих их семей. Так, половина Аккинских тейпов переселилась под покровительство аварского хана в Аух, где бывшие аккинцы стали именоваться ауховцами». Е. Н. Кушева относит переселение акинцев из горного Ауха на равнину (к реке Мичик), под покровительство аварского хана к 1550—1570 годам. На начало XVII века имеются русские архивные документы, позволяющие предположить соседство общин «окочан» и «мичкизов», По сообщениям же А. М. Буцковского: «Аухи, так называются поселившиеся на землях кумыцких около вершин рек Агташа и Ярухсу Карабулакские и частию чеченские выходцы, кои кумыкам дань платят баранами и в обязанности давать вспомогательных воинов»
Селения, расположенные в горной зоне, группировались в основном по локальным ущельям, что способствовало их этнополитической консолидации в обособленные территориальные группы/районы — общества (по-ингушски ингуш. шахьар). К концу XVI в., по всей видимости, уже сложились основные территориальные общества ингушей. Основываясь на данных русских источников XVI—XVII в., называющих несколько территориальных обществ ингушей, делается вывод, что в Ингушетии и в XV в. существовало приблизительно такое же количество политических образований (обществ-шахаров), каждое из которых объединяло несколько селений.
С запада, начиная от Дарьяльского ущелья, на восток располагались следующие ингушские общества-шахары: Джейраховский (джераховцы; «ероханские люди» — в русских источниках; ингуш. жӀайрахой), Кистинский (Фяппинский, Мецхальский) (кисты, кистинцы; фяппинцы; ингуш. кӀистий, фаьппий), Чулхоевский (ингуш. чулхой), Галгаевский (Кхякхалинский, Хамхинский) (галгаевцы; ингуш. гӀалгӀай, кхаькхалой), Цоринский (цоринцы, ингуш. цхьорой), Аккинский (аккинцы, ингуш. аьккхий), Орстхоевский шахар (орстхойцы, арштхой, орстхой). Южнее их сформировались общества Мержой, Цечой, Галай. Юго-восточнее от Цоринского шахара располагалось общество Мялхи, выше последних, к юго-востоку, небольшое общество — Майстой.
Со временем число и границы обществ менялись, это происходило в результате миграционных процессов ингушеязычного населения, в том числе связанных с переселением ингушей на плоскость (равнину). Народная память сохранила важнейшие эпизоды из событий, связанных с освоением плоскостных земель. В частности, в записанном в горном селении Пхамат И. А. Дахкильговым предании повествуется о том, как собрались именитые мужчины нескольких территориальных обществ горной Ингушетии с целью объединения страны. Собравшиеся постановили, что отныне они все будут именоваться единым именем — «Галга», прекратят распри и начнут организованно выселяться на плоскость. Вероятно, эти события были связаны с освоением земель в верховьях Сунжи и Камбилеевки, где и возникли старейшие населённые пункты ингушей Ахки-Юрт и Ангушт. Колонизация этой зоны, по-видимому, осуществлялась на протяжении XVI—XVII вв. и получила активизацию с дальнейшим продвижением на север, после ухода с Сунжи и Камбилеевки кабардинцев, начиная с 30-х гг. XVIII в. Согласно некоторым учёным ещё в период второй половины XVI — первой половины XVII в. наименование «галгай» имело широкое значение и, помимо собственно галгаев, распространялось и на другие родоплеменные группы (общества) Горной Ингушетии. В трудах немецких исследователей И. Гюльденштедта, П. Палласа и Ю. Клапрота также сообщается, что ещё в XVIII веке ингуши сами себя называли ГӀалгӀай.

## В составе Российской империи

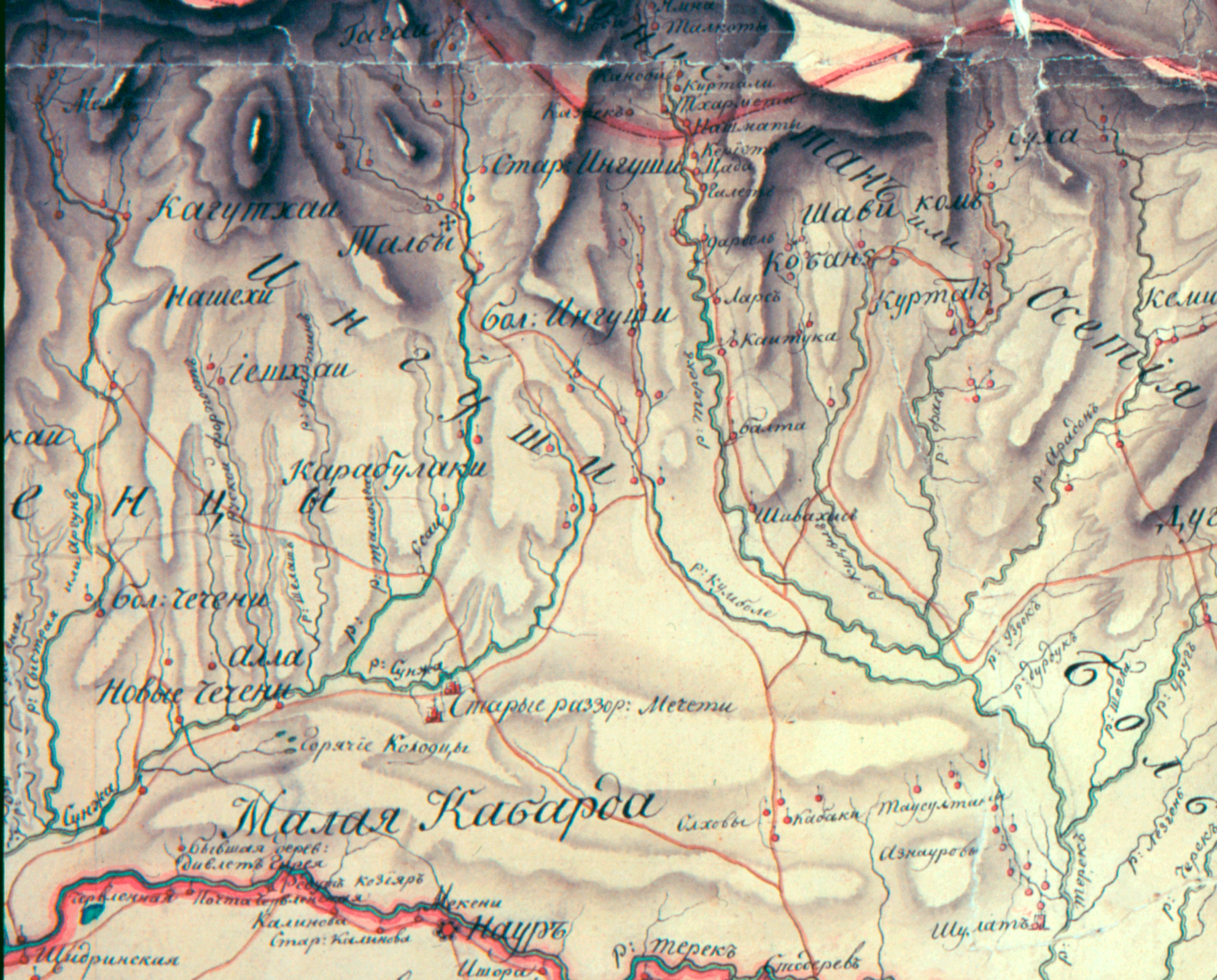
Фрагмент карты Кавказской линии и горских народов 1799 года

В XVIII веке завершается процесс возвращения ингушей на свои плодородные земли в бассейне Сунжи и Терека. В этот период русско-ингушские отношения вступили в новую фазу развития. Уже в последней четверти XVIII века часть ингушей (общество Ангушти) изъявляет желание вступить в российское подданство. Для решения данного вопроса в 1770 году в Кизляр прибыло ингушское посольство в количестве 24 человек во главе со старшинами Гарсом Чопановым и Сурхаем Мирзахановым. Во время этих переговоров они просили прислать к ним представителя, получившего от высшей власти полномочия, и установить место и время проведения акта присяги. По указанию российского правительства, кизлярский комендант И. Д. Неймич направил в Ингушетию архимандрита Порфирия, которого ингуши хорошо знали, и гусарского полка капитана Дегостодия с поручением принять «тамошний народ в подданство…».
4-6 марта 1770 года при большом стечении народа вблизи предгорного аула Ангушт на поляне с символическим названием «Барта-Бос» («Склон согласия») авторитетное представительство из 24 старейшин торжественно принесло присягу. На этом мероприятии присутствовал академик И. А. Гюльденштедт. 3 апреля 1770 года И. Д. Неймич послал в святейший Синод «Особое доношение» о принятии ингушами присяги. Коллегия иностранных дел 12 июля 1770 г. одобрила эту присягу. Россия брала на себя обязательство обеспечить их внешнюю безопасность и не препятствовать их возвращению на равнинные земли. Чтобы гарантировать это, в Ингушетию был направлен отряд гребенских казаков.
В том же году подписали присягу о принятии российского подданства ингуши из Тагаурского общества. Вслед за ангуштским обществом в 1771 году договор с российской администрацией подписали представители другого вайнахского этноса— карабулаков (то есть орстхойцы).
Присяга ингушей способствовала установлению дружеских союзнических отношений между Россией и ингушами. Вместе с тем, по мнению некоторых исследователей подобные присяги не стоит рассматривать, как акты включения того или иного народа в состав России. «На самом деле картина была гораздо более сложной. Отношения подчинения и подданства русская сторона и её партнёры зачастую воспринимали совершенно по-разному, и нужно учитывать различия во взглядах на присоединения к России и на статус пребывания в её составе у русских властей и у присоединённых народов». В действительности же обе стороны восприняли эту присягу как заключение договора о союзе.
Междуречье Терека и Сунжи, через которое проходила дорога в Грузию, приобретает в этот период стратегическое значение для России. Эта территория была освоена ингушами не позднее конца XVII — начала XVIII века. Согласно данным И. А. Гюльденштедта на берегах рек Сунжи и Камбилеевки было множество ингушских селений. Ангушт являлся центром округа, известного под названием «Большие Ингуши». Переселенцы из «Больших Ингушей» образовали новую колонию «Малые Ингуши», центром которой стало селение Шолхи. В дальнейшем происходит продвижение ингушей к Назрановской долине.
В 1781 году у слияния Назранки с Сунжей выходцами из района Ангушта было основано селение Назрань (Нясаре). Квартирмейстер русской армии Л. Штедер в том же году фиксирует на этой территории ингушскую заставу. Таким образом, в 1781 году Назрановская долина уже контролировалась ингушами.
В мае 1784 года в связи с необходимостью устройства надёжных путей сообщения с территорией Грузии у ингушского селения Заур (Заурков) была заложена крепость Владикавказская. Комендант принял на себя функции координатора в русско-ингушских отношениях. Десятки подлинных документов, исходящих из штабов русских войск, расположенных на Северном Кавказе, отражают тесный и разнообразный характер отношений, установившихся первоначально между ингушами и гарнизоном крепости. Этому способствовало не только серебро, розданное властями «для приласкания горцев» в день закладки крепости, но, в первую очередь, необходимость взаимной поддержки. В помощи солдат гарнизона нуждались ингуши, поскольку расположенные дугообразно вокруг Владикавказской крепости на открытой местности, их селения нередко подвергались нападениям хорошо вооружённых и многочисленных дружин кабардинских и кумыкских владетелей. По первому зову на помощь под стены крепости являлись и ингуши. Это подтверждается рапортами коменданта и другими документами, заполненными именами ингушей. в частности, в них указаны имена старшин селений Заур и Шолхи — Геты и Чоша. О доверии друг к другу ингушей и русской военной администрации на Кавказе говорит и то, что в 1786 году был создан отряд ингушской милиции для охраны крепости Владикавказ. В случае необходимости военному начальству на Кавказе «разрешалось сформировать и большее число войск из ингушей… для действия в их крае». Основанный в географическом центре Ингушетии, Владикавказ стал экономическим, политическим и культурным центром ингушей и одним из важнейших городов на Северном Кавказе.

### Кавказская война
В 19 веке расцвело протестное военное движение ингушей. Горцы активно сопротивлялись людям, открыто посягавшим на их вековые традиции и жизненный уклад, а также заинтересованным в насильственном отъёме стратегически выгодных территорий. Так называемые «экспедиции» русских войск оставляли за собой кровавый след: аулы разорялись, башни ингушей русские взрывали. Для участия в карательных экспедициях российское командование специально привлекало другие кавказские народности, даже не скрывая своего стремления поссорить горцев между собой. Так, главноуправляющий пограничными делами в кавказском регионе барон Розен писал: «Сходно с высочайшим соизволением употреблять горских жителей одних против других для укрепления взаимной ненависти их, находятся при моём отряде осетины и милиция из горцев, принадлежащих Грузии».

#### Назрановское восстание
Во второй половине 19 века колониальная политика русских на Кавказе перешла на новый этап притеснения местного населения. Не справляясь с неутихающим партизанским и повстанческим движением горцев, правительство России запланировало упразднить малые деревни и насильно переселить ингушей в большие населённые пункты (не менее 300 дворов). А также постановило запретить горцам ношение холодного оружия, что являлось немыслимым для местных традиций.
Всё это привело к Назрановскому восстанию, участники которого призвали на помощь имама Шамиля, как раз в это время ожесточённо боровшегося с русскими захватчиками на Кавказе. Следует сказать, что сперва повстанцы попытались решить вопрос мирно: они отправили для переговоров с русскими 16 депутатов. В ответ российский полковник Зотов задержал часть депутатов, а пытавшихся отбить их протестующих из русской крепости обстреляли из ружей и пушек. К сожалению, имам Шамиль не смог прорваться на помощь ингушам, и восстание было подавлено. Военное русское командование сурово наказало людей, выступивших за защиту базовых прав своего народа. Часть повстанцев повесили, часть подвергли телесным наказаниям, часть сослали на каторгу или в рудники. Восстание охватило не только область близ Назрани, но и другие области Ингушетии. Восставшие численностью около 5000 человек попытались взять Назрановскую крепость, но были остановлены артиллерийским и ружейным огнём.
… Главнейшая причина Назрановского восстания заключалась в невозможности иметь за жителями надлежащий надзор при рассеянном поселении отдельными хуторами, а потому я признал необходимым поселить их большими аулами на избранных нами местах… В то же время, совершенно независимо от этого, учреждённый во Владикавказе Комитет для разбора личных и поземельных прав туземцев потребовал от назрановских депутатов сведения о численности народонаселения. Столкновением этих двух обстоятельств воспользовались противники общественного порядка и возмутили народ…Главнокомандующий Кавказской армией генерал А. И. Барятинский.
После подавления Назрановского восстания русская военная администрация приступила к осуществлению плана уничтожения мелких селений и создания крупных населенных пунктов. Ингушей семьями и целыми аулами сгоняли с земли, на которой они жили столетиями. Преследовались две цели: заселить плодородные территории этническими русскими и предотвратить будущие восстания. Как писал в своей записке один из царских чиновников Лофицкий: «Чеченцев же и ингушевцев весьма бы полезно было выселить вовсе из ущельев настоящего их жительства на другие пустопорожние российские земли, ибо народы сии, по закоренелости в разбойничестве, ничем уняты быть не могут, как или истреблением вовсе наций тех, или выводом на другие земли… Земли же, лежащие между Малкою и Тереком, населить природными россиянами, поелику те земли, наивыгоднейшие для земледелия, скотоводства и других заведений, при хорошем климате, и коими без пользы для человечества доселе владеют оные хищные народы…». Налицо колониальная политика притеснения и геноцида коренных народов в угоду «титульной нации».

## Терская область
В 1845 году началось заселение берегов вдоль реки Сунжи терскими казаками. Ими были созданы станицы Ново-Сунженская, Воронцово-Дашковская, Фельдмаршальская, Нестеровская, Терская, Магомет-Юртовская, Карабулакская, Троицкая, Сунженская, Михайловская, Ассинская и другие.
В 1860 году военное управление Северным Кавказом было ликвидировано и по указу императора Александра II в восточной части Северного Кавказа была создана Терская область, в состав которой вошли Чеченский, Ичкерийский, Ингушский и Нагорный округа.
После заселения плодородных ингушских территорий русскими казаками, ингуши оказались заперты в каменистых горах и обречены на тяжёлое нищенское существование. Кроме того, их принудительно расселяли из мест плотного проживания в различные селения других уездов, причем так, чтобы в одном селении было не более 2-3 ингушских семей.
В 1865 году Комиссия по личным и земельным правам туземцев Терской области признала размеры земельных наделов жителей Назрановского общества неудовлетворительными и недостаточными; это признавал и командующий войсками Терской области Лорис-Меликов. В условиях недостатка земли Лорис-Меликов предложил выселить часть ингушского населения в Турцию. Переселение было согласовано с турецким правительством — было дано разрешение на переселение 5 тысяч человек при условии их поселения в Карском пашалыке. В 1865 году, по официальным данным, было переселено от 3 до 5 тысяч ингушей, в основном, орстхоевцев. Часть ингушей также переселили в Турцию вместе с адыгами (черкесами) во время известного геноцида черкесов. Переселенцы-мухаджиры попали в Турции в тяжёлое положение, многие погибли в пути, утонули в море, другие умерли от эпидемий и голода. Некоторые переселенцы пытались вернуться на родину, однако этому препятствовали российские и турецкие войска.
В 1871 году Ингушский округ был объединён с Осетинским округом во Владикавказский округ.
В 1888 году было введено военно-казачье управление и территория Ингушетии вошла в состав Сунжеского казачьего отдела. 10 июля 1909 года был образован Назрановский округ, ставка которого находилась во Владикавказе.

## Участие ингушей в войнах Российской империи
Перед очередной русско-турецкой войной правительство Российской империи решило сформировать нерегулярные военные подразделения, состоящие из горцев Северного Кавказа. Одним из таких подразделений стал Терско-Горский конно-иррегулярный полк, состоящий из осетин и ингушей. Численность его составляла чуть более 500 человек. Формирование было завершено к 25 ноября 1876 года. Командиром стал начальник Владикавказского округа полковник П. Ф. Понкратов. Годом позже было приказано сформировать 2-й Терско-Горский конно-иррегулярный полк четырёхсотенного состава (по одной сотне человек от кабардинцев, балкарцев, осетин и ингушей). Эти два подразделения приняли активное участие в русско-турецкой войне 1877—1878 годов.
В составе Маньчжурской армии находился Терско-Кубанский конный полк; в его состав входила также Ингушская конная сотня. Многие солдаты и офицеры были награждены Георгиевским крестом и затем принимали участие в Первой мировой войне.
23 августа 1914 года, после начала Первой мировой войны был объявлен Высочайший приказ Николая II о создании «Кавказской туземной конной дивизии» трёхбригадного состава из 6 полков: Кабардинского, 2-го Дагестанского, Чеченского, Татарского, Черкесского и Ингушского. Позже она получила название «Дикой дивизии». Её командиром стал великий князь Михаил Александрович.
О формировании Ингушского конного полка из ингушей Назрановского округа было объявлено 9 августа 1914 года.

## Горская республика

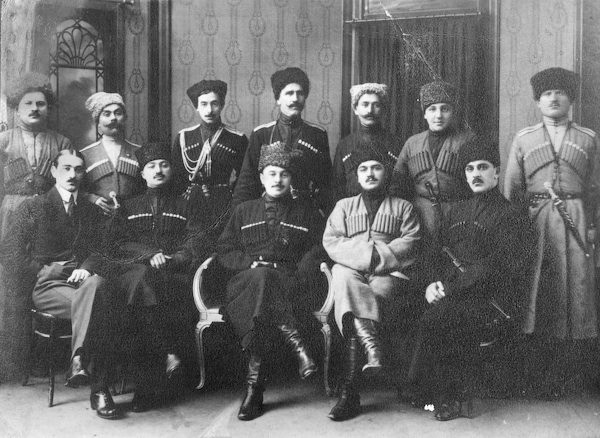
Делегация Горской республики на Версальской мирной конференции, Турция, 1919 год. 4-й слева во втором ряду — представитель Ингушетии Заурбек Ахушков

Надеясь на справедливое решение национального вопроса и на выход из угнетения царской властью России, многие ингуши поверили обещаниями большевиков и активно поддержали их в 1917 году. Около 15 тысяч ингушей погибли в борьбе за советскую власть на стороне красной армии.
В то же время, часть ингушей поддерживали совершенно другой курс, например, создание независимого государства горцев Северного Кавказа. После Октябрьской революции в России, в ноябре 1917 года была провозглашена независимая Горская республика, объединяющая многие народы Северного Кавказа, в том числе ингушей. Руководителем Горской республики был избран чеченский нефтепромышленник Тапа Чермоев, а пост председателя парламента занимал известный ингушский общественный деятель Васан-Гирей Джабагиев.
Горская республика являлась союзницей Турции, оказывавшей ей всяческую поддержку. В марте 1919 года парламент Горской республики выслал свою делегацию на Версальскую мирную конференцию с целью признания западными странами независимости Горской республики. Ингушетия была представлена бывшим офицером царской армии Заурбеком Ахушковым.
После занятия Дагестана войсками генерала Деникина правительство Горской республики объявило о самороспуске и эвакуировалось в Тифлис. Горская республика прекратила своё существование.

## Гражданская война
II-й съезд народов Терека в Пятигорске (1—18 марта 1918 года) признал советскую власть и создал Терскую советскую республику в составе РСФСР (с июля по декабрь Терская советская республика входила в состав Северо-Кавказской Советской Республики). Она имела собственную Конституцию и высшие органы — Терский народный совет и СНК.
В ночь с 5-6 августа 1918 года антибольшевистские силы под командованием Георгия Бичерахова напали на Владикавказ с целью захватить город.
С февраля 1919 года по март 1920 года равнинная Ингушетия была занята армией генерала Деникина. В марте 1920 года советская власть в Ингушетии была восстановлена.
В годы Гражданской войны в России ингуши активно поддерживали большевиков, а терские казаки — белогвардейцев. Противостоящий большевикам на Северном Кавказе Деникин писал в своих мемуарах, что именно в Ингушетии было остановлено его продвижение по России.

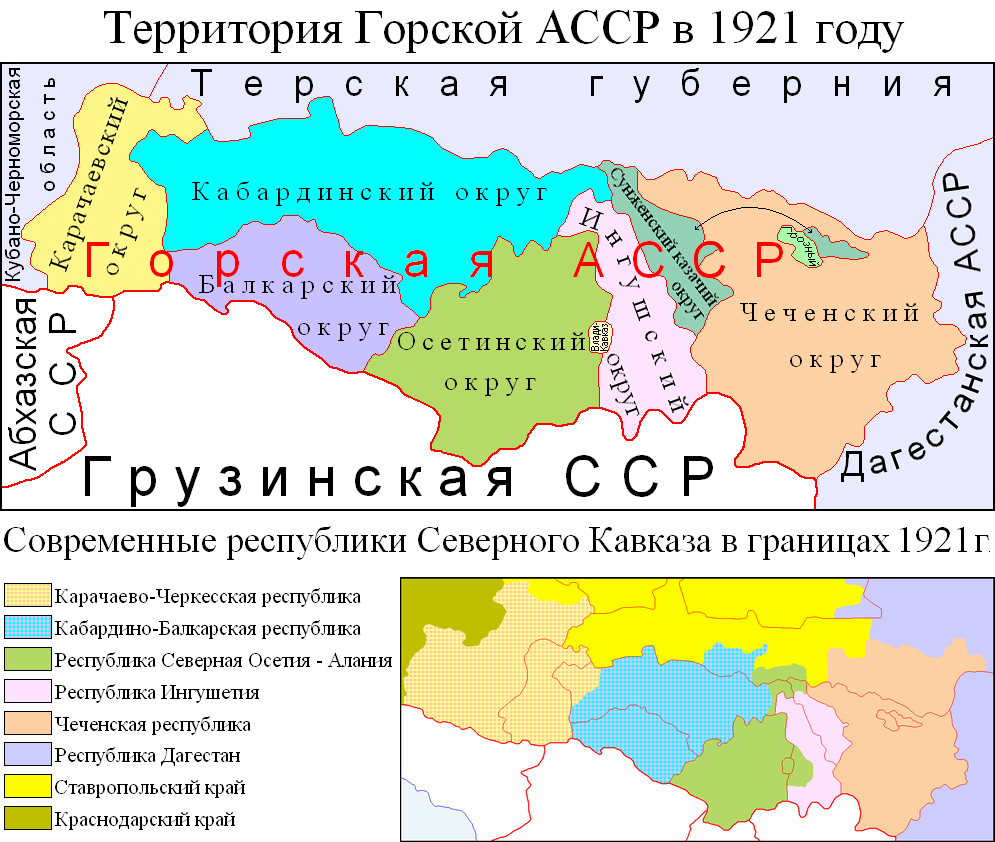
Карта Горской АССР

После установления советской власти, в марте 1920 года, Терская область была расформирована, а Чеченский (объединённый с Ичкерийским) и Ингушский (объединённый с Нагорным) округа стали самостоятельными территориальными образованиями.
Ещё во время Гражданской войны в 1918 году советской властью началось выселение казаков из станиц («расказачивание»). На III-м съезде народов Терека 22-28 мая 1918 года в городе Грозном было принято постановление о конфискации крупных помещичьих земель, отмене частной собственности на землю и ликвидации «чересполосицы» (казачьих земель, выдающихся вдоль территории горцев).
На этом съезде было намечено переселение казачьего населения из четырёх станиц — Тарской, Фельдмаршальской, Сунженской, Воронцово-Дашковской. Эти станицы были переданы ингушам.
Выселение казаков было прервано в 1919—1920 годах, во время пребывания на Северном Кавказе армии Деникина.
17 ноября 1920 года была провозглашена Горская ССР, которая затем была преобразована в Горскую АССР декретом ВЦИК от 20 января 1921 года. В неё вошли Ингушетия и Чечня вместе с Карачаево-Черкесией, Кабардино-Балкарией и Северной Осетией.
27 января 1921 года Президиум ВЦИК РСФСР постановил «немедленно приостановить» выселение казаков из пределов Горской АССР, а 14 июля 1921 года Президиум ВЦИК запретил переселение, назвав его ошибочной мерой. К тому времени примерно 25 тысяч терских казаков, примерно 1/10 казачьего населения Терека покинула свои станицы.

## Советская власть

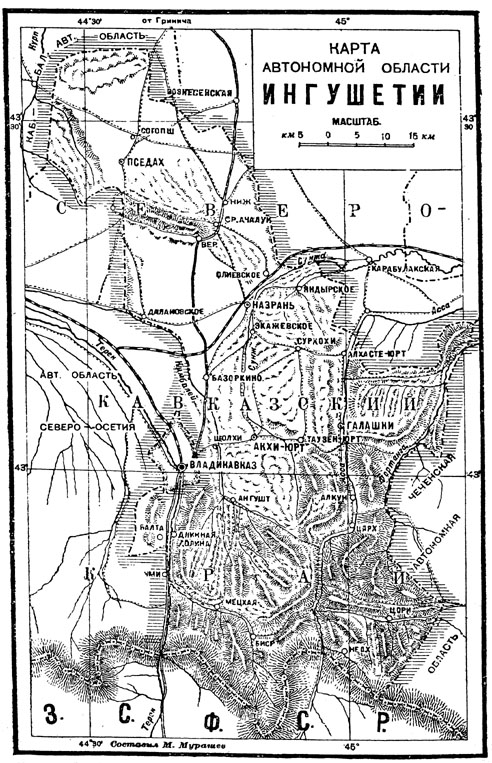
Карта Ингушской АО

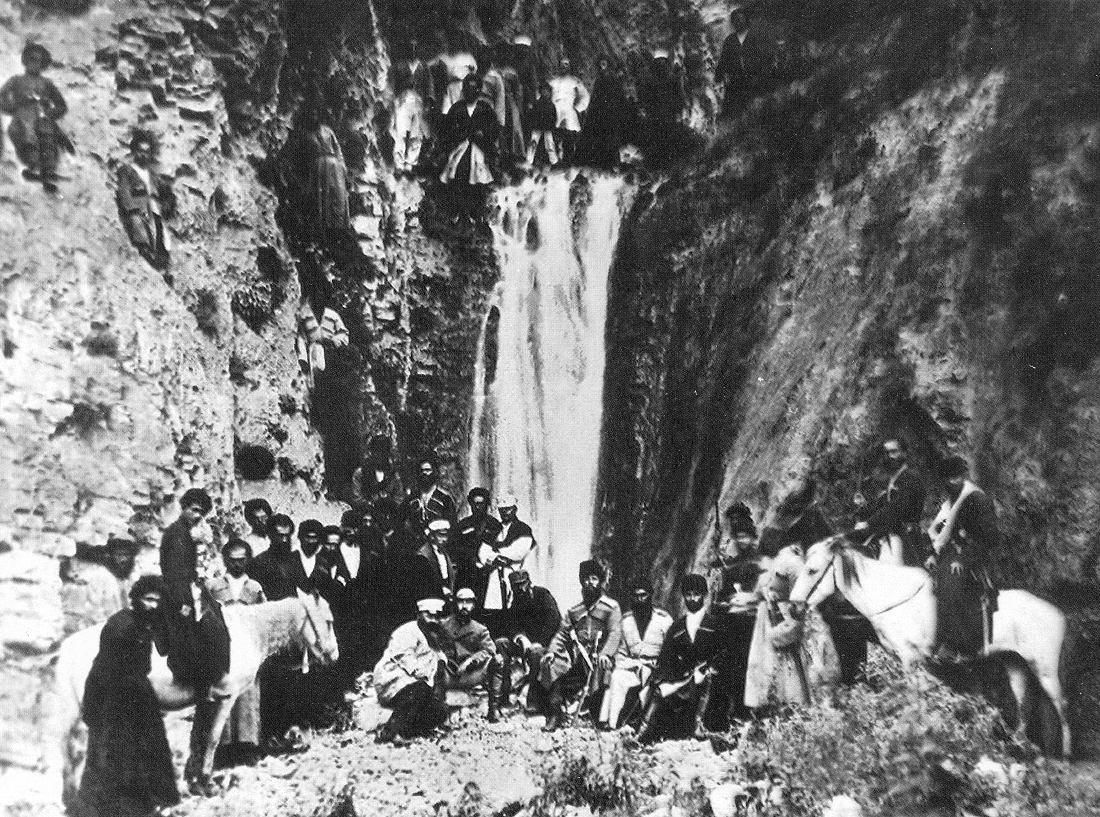
Ингушетия

Декретом ВЦИК 7 ноября 1924 года Горская АССР была ликвидирована, в связи с чем была образована Ингушская АО в составе РСФСР.
Фактическим центром которой стал город Владикавказ.
15 января 1934 года была создана Чечено-Ингушская автономная область, которая 5 декабря 1936 года стала Чечено-Ингушской АССР (ЧИАССР).

## Великая Отечественная война

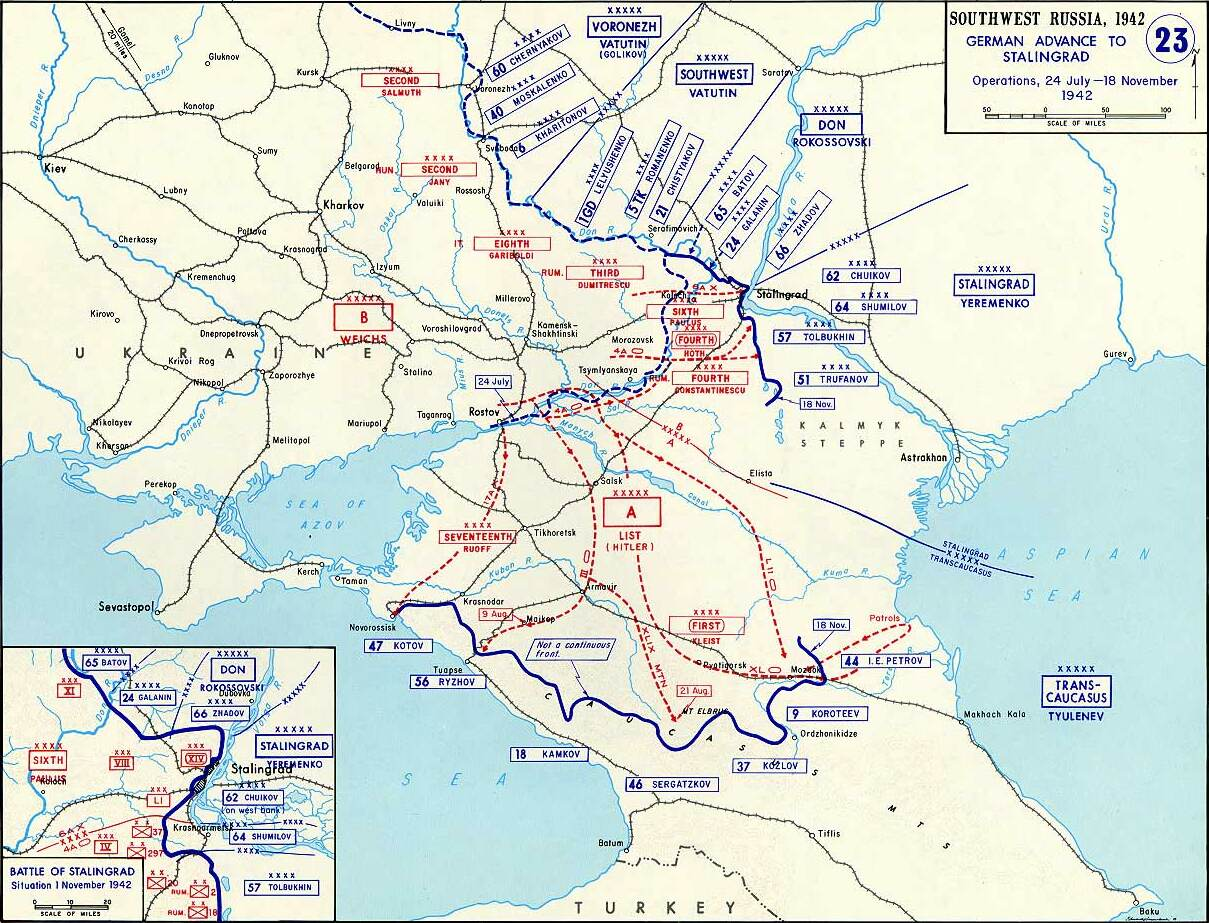
Германское наступление, июль-ноябрь 1942 года

22 июня 1941 года вторжением войск нацистской Германии началась Великая Отечественная война. Германские войска быстро продвигались вперёд и к 1942 году вышли к Северному Кавказу.
В 1942 году советский фронт на южном направлении был ослаблен неудачным наступлением на Харьков и немецкие войска получили преимущество. После падения Ростова-на-Дону в июле 1942 году немецким войскам был открыт путь на Кавказ. Германское командование планировало отрезать СССР от главных источников нефти — Северного Кавказа и Баку.
23 августа 1942 года немецкие войска перешли в наступление на Моздок и Малгобек. В конце августа войска вермахта (группа армий «А») вышли на рубеж Прохладный, Моздок, Ищёрская, намереваясь прорвать советскую оборону и развить наступление по Алханчуртской долине в сторону Грозного, Махачкалы и Баку. Немцы имели превосходство в артиллерии в шесть раз, в танках — в четыре раза.
1—28 сентября советские войска провели Моздок-Малгобекскую оборонительную операцию с целью остановить продвижение германских войск. Советская Северная группа войск заняла оборонительный рубеж на реках Баксан и Терек, используя естественные прикрытия; таким образом прикрывая направление на Орджоникидзе (Владикавказ) и Грозный.
В ночь на 1 сентября немцы нанесли отвлекающий удар в районе Моздока, а на следующий день, используя значительное численное превосходство форсировали реку Терек и вклинились на 12 км в советскую оборону. К 29 сентября немцы захватили населённые пункты Малгобек, Терек, Плановское, Эльхотово, Илларионовку.
Однако дальнейшие попытки наступления успеха не принесли. Германские войска несли большие потери и были вынуждены прекратить наступление и перейти к обороне.
В годы Великой Отечественной войны город Малгобек был оккупирован с 12 сентября 1942 года по 3 января 1943 года.
В конце концов планы немецкого командования были сорваны — немцам не удалось прорваться в Закавказье и отрезать СССР от Кавказского региона.
8 октября 2007 года Указом Президента Российской Федерации Малгобеку присвоено почётное звание Российской Федерации «Город воинской славы».
На фронтах Великой Отечественной войны сражалось более 6000 офицеров и солдат — ингушей. За время войны погибло около 2000 из них. 27 ингушей были представлены к званию Героя Советского Союза. В республике был сформирован 255-й отдельный чечено-ингушский кавалерийский полк, сражавшийся в составе 51-й армии.

## Депортация чеченцев и ингушей
С началом войны в Чечено-Ингушетии активизировались бандформирования. По мере продвижения вермахта в глубь Северного Кавказа антисоветские силы стали выступать ещё активнее, что привело к восстанию в октябре 1941 года под руководством Хасана Исраилова и Маирбека Шерипова. Несмотря на это, поголовного участия чеченцев и ингушей в антисоветских бандах не было. На учёте НКВД на территории Чечено-Ингушетии состояло 150—200 банд в 2-3 тысячи бандитов, что составляло в то время примерно 0,5 % населения Чечено-Ингушетии. С начала войны до января 1944 года в республике было ликвидировано 55 банд и 973 бандита, арестованы 1901 бандит, фашист и их пособники.
В октябре 1943 года в Чечено-Ингушетию прибыл заместитель наркома внутренних дел Богдан Кобулов для сбора данных об антисоветских выступлениях. В его докладной записке Лаврентию Берии говорилось:
«Отношение чеченцев и ингушей к советской власти наглядно выразилось в дезертирстве и уклонении от призыва в ряды Красной Армии. При первой мобилизации в августе 1941 г. из 8000 человек, подлежащих призыву, дезертировало 719 человек. В октябре 1941 г. из 4733 человек 362 уклонились от призыва. В январе 1942 г. при формировании национальной дивизии удалось призвать лишь 50 процентов личного состава. В марте 1942 г. из 14 576 человек дезертировало и уклонилось от службы 13 560 человек, которые перешли на нелегальное положение, ушли в горы и присоединились к бандам. В 1943 г. из 3000 добровольцев число дезертиров составило 1870 человек»
Также, согласно его данным, в Чечено-Ингушетии насчитывалось более 38 религиозных сект, в которых состояло свыше 20 тысяч человек.
Планы по выселению — Операция «Чечевица» — начали готовиться ещё в конце 1943 года. Тогда первоначально предлагалось расселить депортированных в Сибири — в Новосибирской и Омской области, а также Красноярском крае и Горном Алтае. Затем было принято решение депортировать в Казахстан и Среднюю Азию.
29 января 1944 года глава НКВД Лаврентий Берия утвердил «Инструкцию о порядке проведения выселения чеченцев и ингушей».
Осуществление депортации началось 23 февраля 1944 года. В первые же сутки из населённых пунктов было вывезено 333 739 человек, из этого числа погружено в эшелоны 176 950. Несмотря на сильные снегопады, к концу февраля было выселено и погружено в вагоны 478 479 человек, в том числе 91 250 ингушей. В процессе выселения и в первые годы после него от жутких условий погибло около 123 тысяч представителей этого народов, то есть, около четверти депортированных. Ни депортация, ни ликвидация их государственности, ни изменение границ не носили законного характера и были абсолютным произволом советских властей.
После депортации в горных районах некоторое время ещё сохранялось вооружённое сопротивление.
7 марта 1944 года автономия была ликвидирована. Бо́льшая часть Ингушетии (кроме горной части Пригородного района, отошедшего к Грузинской ССР) вошла в Северо-Осетинскую АССР в качестве Назранского района.

## Восстановление Чечено-Ингушской АССР
Указом Президиума Верховного Совета СССР от 16 июля 1956 года «О снятии ограничения по спецпоселению с чеченцев, ингушей» были сняты ограничения на место жительства для депортированных переселенцев и они получили возможность возвращаться на родину.
9 января 1957 года Президиумами Верховных Советов СССР и РСФСР были приняты указы о восстановлении автономий депортированных народов, в том числе, чеченцев и ингушей. 11 февраля этого же года Верховный Совет СССР утвердил указ своего Президиума от 9 января и вернул в Конституцию СССР упоминание об автономии.
С возвращением депортированных жителей Чечено-Ингушская АССР была восстановлена (но в несколько иных границах; в частности, Пригородный район, который к этому времени уже заселили осетинами, был включён в состав Северо-Осетинской АССР и объединён с землями к востоку от города Орджоникидзе (ныне — Владикавказ). Кроме того, к Северной Осетии отошёл так называемый «Моздокский коридор» — узкая полоска земли, отделяющая Ингушетию от Кабардино-Балкарии и связывающая Моздокский район Северной Осетии с остальной территорией этой республики). В качестве компенсации в состав ЧИАССР были включены два равнинных района Ставропольского края — Наурский и Шелковский, населённых исключительно русскими, причём без учёта их мнения.
С 1988 года в Ингушетии создаются неформальные организации, появляются различные движения («Нийсхо», «Даькъасте», «Народный Совета»), ставившие своей целью создание ингушской государственности в составе Российской Федерации с административным центром в г. Владикавказе, с возвращением всех отторгнутых территорий.
24 мая 1991 года согласно поправкам в ст. 71 Конституции РСФСР ЧИАССР переименована в Чечено-Ингушскую Советскую Социалистическую Республику. Данное решение до распада СССР (декабрь 1991) не согласовывалось со ст. 85 Конституции СССР, которая сохраняла наименование Чечено-Ингушская АССР.
После вооружённого захвата власти в Грозном чеченскими сепаратистами во главе с Джохаром Дудаевым, 1 октября 1991 года решением Председателя Временного Высшего Совета ЧИАССР, сторонника Дудаева Хусейна Ахмадова Чечено-Ингушская Республика была разделена на независимую Чеченскую Республику (Нохчи-чо) и Ингушскую автономную республику в составе РСФСР. Однако, через 4 дня большинство членов ВВС отменило данное решение своего председателя.

## В составе Российской Федерации

### Образование республики
После прихода к власти в Чечне Джохара Дудаева и объявлении независимости Чечни Чечено-Ингушская АССР фактически прекратила своё существование и Ингушетия осталась вне каких-либо государственных объединений. 30 ноября — 1 декабря 1991 года в трёх ингушских районах Чечено-Ингушетии — Малгобекском, Назрановском и Сунженском был проведён референдум «О создании Ингушской Республики в составе РСФСР с возвратом незаконно отторгнутых ингушских земель и со столицей в г. Владикавказ», на котором 90 % населения высказались «за». 4 июня 1992 года Верховным Советом России принимается Закон «Об образовании Ингушской Республики в составе Российской Федерации». Создание республики было внесено на утверждение Съезда народных депутатов Российской Федерации. 10 декабря 1992 года Съезд утвердил образование Ингушской Республики и внес соответствующую поправку в Конституцию РСФСР 1978 года, Чечено-Ингушетия официально была разделена на Ингушскую Республику и Чеченскую Республику. Поправка была опубликована 29 декабря 1992 года в «Российской газете» и вступила в силу 9 января 1993 года по истечении 10 дней со дня официального опубликования.
25 декабря 1993 года вступила в силу принятая на всенародном голосовании Конституция Российской Федерации, которая подтвердила создание Ингушской Республики.

#### Осетино-ингушский конфликт 1992 года
Со времени возвращения после депортации ингуши требовали возвращения им Пригородного района Северной Осетии.
26 апреля 1991 года Верховный совет РСФСР принял закон «О реабилитации репрессированных народов», предусматривавший, среди прочего, территориальную реабилитацию ингушей.
Осенью 1992 года из-за территориальных споров вспыхнул вооружённый конфликт. МВД и армия России выступили в данном конфликте на стороне осетин, из-за чего многие ингуши погибли или были ранены (армия РФ применяла артиллерию). В результате до 60 тысяч ингушей были вынуждены переселиться из Владикавказа и Пригородного района, где они были коренным населением, на территорию новообразованной административной единицы Ингушетии. В материалах Чрезвычайного Съезда ингушского народа, прошедшего в феврале 1993 года, и Постановлении Народного Собрания Республики Ингушетия события осени 1992 годы были названы «насильственной депортацией ингушского населения с территории Северной Осетии, этнической чисткой Пригородного района и г. Владикавказа Северной Осетии». Спецкорреспонденты газеты Коммерсантъ, побывавшие в Северной Осетии, писали об увиденном: «Результатом же „разъединения“ стал полностью вымерший и выжженный Пригородный район, из которого депортировано всё ингушское население. Неподалёку от посёлка Алкун на горных тропах в Ингушетии мы видели поток ингушских беженцев из Северной Осетии, не прекращающийся со 2 ноября. Люди шли днями и ночами под снегопадом и дождём. Многие раздеты, лишь маленьких детей заворачивают в одеяла. Эту тропинку ингуши назвали „тропой смерти“, на ней уже погибли, сорвавшись в ущелье, десятки женщин и детей, несколько десятков мирных жителей погибли от переохлаждения. Были случаи родов и выкидышей в горах».

## Президентство Руслана Аушева

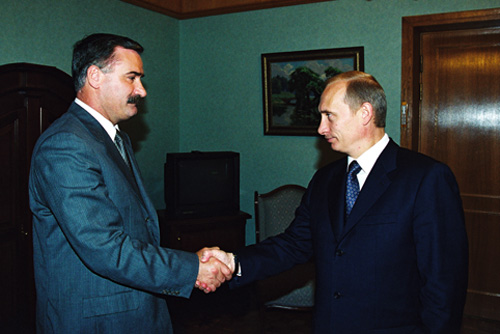
Руслан Аушев и Владимир Путин. Кисловодск, 7 сентября 2001 года.

После фактического распада Чечено-Ингушской АССР исполняющим обязанности главы Временной Администрации Ингушетии 10 ноября 1992 года стал офицер Советской Армии Руслан Аушев. 19 декабря 1992 года он подал в отставку, не сумев добиться возвращения ингушских жителей в Пригородный район Северной Осетии.
10 декабря 1992 года Съезд народных депутатов России утвердил закон об образовании Ингушской Республики и внес соответствующую поправку в Конституцию РСФСР 1978 года, Чечено-Ингушетия официально была разделена на Ингушскую Республику и Чеченскую Республику.
Было собрано 100 тыс. подписей за выдвижение Аушева в Президенты республики и 28 февраля 1993 года Аушев был избран Президентом, получив 99,94 % голосов. В 1998 году был вновь избран Президентом, набрав 66,5 % голосов избирателей.
На церемонии инаугурации присутствовал также президент непризнанной Чеченской Республики Ичкерия (ЧРИ) Джохар Дудаев. В 1993 году между Ингушетией и ЧРИ был подписан договор, согласно которому бо́льшая часть спорного Сунженского района бывшей ЧИАССР передавалась Ингушетии. За Ичкерией оставалась лишь малая часть района — со станицами Ассиновская и Серноводская. После гибели Дудаева в 1996 году между Ингушетией и Чечнёй возник территориальный спор, не урегулированный до 2018 года.
С 1 июля 1994 года в Ингушетии была объявлена зона экономического благоприятствования — все предприятия, зарегистрированные в республике освобождались от уплаты налогов и получали значительные льготы. До этого времени в республике не было ни одного высшего учебного заведения, а имевшиеся крупные промышленные предприятия не работали.
В начале Первой чеченской войны через Ингушетию проходили российские войска. Несколько сёл подверглись обстрелу со стороны российских войск.
В 1999 году Аушев предложил переподчинить правоохранительные органы городов и районов непосредственно властям Ингушетии, в то время как республиканские правоохранительные органы оставались бы в ведении федеральных властей. Это решение не было поддержано высшим руководством России. В июле этого же года в республике было официально разрешено многожёнство и ЗАГСам было приказано регистрировать подобные браки. Почти сразу же действие этого закона было приостановлено, а через год отменено, как противоречащее российскому Семейному кодексу.
11 мая 2000 года на колонну российских войск близ села Галашки было совершено нападение чеченских боевиков.
В 2001 году Аушев выступал против объединения Чечни и Ингушетии.
23 апреля 2002 года сложил с себя полномочия Президента, что было подтверждено 15 мая 2002 года Советом Федерации.

## Президентство Мурата Зязикова

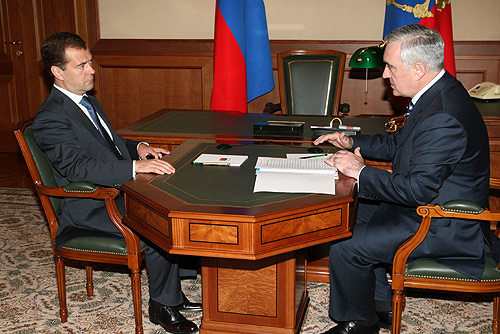
Дмитрий Медведев и Мурат Зязиков. Сочи, 26 августа 2008 года

Весной 2002 года Президентом Республики Ингушетия был избран Мурат Зязиков, ранее занимавший должность начальника управления ФСБ по Астраханской области. Один из оппонентов Зязикова — бывший глава МВД Ингушетии Хамзат Гуцериев — был снят с выборов по решению суда.
С 2002 года по 2007 год за счёт всех источников финансирования в Ингушетии построено 2 млн 488,7 тыс. м² жилья, возведено и реконструировано 297 объектов производственной, социальной, коммунальной и инженерной инфраструктуры, в том числе жилые дома для преподавателей Ингушского государственного университета, завод антенно-мачтовых сооружений, первый в республике «Центр охраны материнства и детства».
Среднедушевой денежный доход населения за годы президентства Зязикова увеличились в 2,7 раза, номинальная начисленная заработная плата — в 2,5 раза; только за 2007 год средняя пенсия в регионе выросла на треть, хотя уровень заработной платы и пенсии по-прежнему остаются на крайне низком уровне.
С 2002 года валовый региональный продукт республики вырос почти в 2,5 раза.
Доходы бюджета республики в 2001 году составляли 2,1 млрд руб., в 2008 году — в размере 8,59 млрд руб. При этом в 2001 году Ингушетия получила из Федерального фонда поддержки регионов 1,2 млрд руб., а в 2008 году — 5 млрд руб.
С другой стороны, количество преступлений в республике в период 2001—2007 выросло на 20,9 % — с 1740 в 2001 году до 2104 в 2007 году (82-е место по РФ).
В период президентства Мурата Зязикова криминогенная и террористическая обстановки начали обостряться — происходили многочисленные террористические акты, похищения и убийства людей.
В 2002 году с территории Грузии в Ингушетию вторглись отряды боевиков Руслана Гелаева численностью не менее 300 человек и вступили в бой с частями 19-й мотострелковой дивизии 58-й армии; позже они распались на меньшие отряды и скрылись на территории Чечни.
6 апреля 2004 года на автодороге Назрань — Магас на президента Зязикова было совершено покушение. Смертник в заминированных «Жигулях» взорвался рядом c президентским Mercedes 600, броня которого спасла президента.
В 2004 году на территорию Ингушетии вторглись вооружённые отряды боевиков организации «Кавказский фронт». В городе Назрань были атакованы правительственные здания. После нескольких часов боёв боевики отступили, понеся незначительные потери и захватив два грузовика с оружием.
В 2005 году Зязиков был снова утверждён Президентом России Владимиром Путиным на посту Президента Ингушетии.
10 июля 2006 года близ села Экажево был убит известный чеченский полевой командир Шамиль Басаев.
31 августа 2008 году был убит создатель и владелец оппозиционного властям Ингушетии сайта Ingushetia.org Магомед Евлоев. Это убийство вызвало большой общественный резонанс; ингушская оппозиция требовала отставки Зязикова с поста президента.
30 октября 2008 года указом Президента России Дмитрия Медведева Зязиков был отправлен в отставку.

## Под руководством Юнус-бека Евкурова
После отставки Зязикова исполняющим обязанности, а затем и президентом (позднее должность стала именоваться «Глава») стал Юнус-бек Евкуров. Евкуров отказался от торжественной инаугурации в целях экономии бюджета и провёл встречу с гражданами в центральной мечети Назрани, на которой призвал население сотрудничать с властями в целях нормализации обстановки в республике.
Ингушская оппозиция поддержала назначение нового президента и объявила о готовности сотрудничества и содействия.
В начале июня 2009 года неизвестными был убит бывший вице-премьер Ингушетии Башир Аушев. 22 июня 2009 года было совершено покушение на президента республики Юнус-Бека Евкурова в результате которого президент был ранен.
15 июля 2009 года около 08:45 по московскому времени в районе населённого пункта Гази-Юрт Назрановского района на автомагистрали «Кавказ» неизвестные обстреляли автомашину судебного пристава Ингушетии «Лада-Приора». По предварительным данным погибли двое находившихся в машине. Ребёнок, также получивший ранения, доставлен в больницу.
17 августа 2009 года у здания ГОВД Назрани произошёл взрыв, в результате которого более 20 человек погибли и около 140 получили ранения.
4 июля 2013 года Юнус-Бек Евкуров досрочно ушёл в отставку с поста главы республики. До выборов главы региона он оставался в должности исполняющего обязанности, после чего был заново переизбран. Возглавлял регион до июня 2019 года. Отмечалось, что под руководством Юнус-Бека Евкурова обстановка в республике стабилизировалась и регион активно развивался в социально-экономическом, культурном и спортивном направлениях.

### Народные протесты
26 сентября 2018 года Юнус-Бек Евкуров и Рамзан Кадыров подписали соглашение о закреплении границы между Ингушетией и Чечнёй. В день подписания Соглашения в Сунже собралось около 50 человек и в Магасе свыше ста человек. Въезды в город были перекрыты бетонными блоками, введена колонна Росгвардии. Против людей полиция применила силу, включая резиновые дубинки, несколько участников акции были задержаны. Кроме того, во время акции протеста в Магасе и Назрани был отключён интернет. Однако, несмотря на акции протеста подписание соглашения между Евкуровым и Кадыров состоялось. Руководством Республики Ингушетия было объявлено, что подписав данное соглашение с главой Чечни, они сделали равноценный обмен землями. Однако ингушскую общественность возмутил тот факт, что договорённости по границам глава Ингушетии продвигал с руководством Чечни скрытно от общества, а также то, что часть Сунженского района согласно договорённостям между главами республик отходит Чечне. То, что согласно договору между Евкуровым и Кадыровым, обмен землями неравноценен, подтвердили и независимые эксперты-картографы. Так, по соглашению Евкурова и Кадырова Чечне переходит более чем в 25 раз больше земли, чем Ингушетии.